# Annette Kuhn
Annette Kuhn és professora emèrita d'estudis de cinema a la Universitat Queen Mary de Londres. Va estudiar a la Universitat de Sheffield, on cursà la carrera i el màster de sociologia. Posteriorment elaborà el seu doctorat sobre la història de la censura a la Universitat de Londres.
La seva obra del 1982, Women's Pictures, ofereix una crítica feminista de les pel·lícules i de la teoria fílmica. El 2004 fou escollida membre de la British Academy.

## Publicacions
- Feminism and Materialism: Women and modes of production (1978)
- Women's Pictures: Feminism and Cinema (1982)
- Alien Zone: Cultural Theory and Contemporary Science Fiction Cinema (1990)
- The Power of the Image: Essays on Representation and Sexuality (1985)
- Annette Kuhn and Susannah Radstone, The Women's Companion to International Film (University of California Press, 1994)
- Women's Pictures (1994)
- Screen Histories: A Screen Reader (1998)
- Alien Zone II: The spaces of science-fiction (1999)
- Family Secrets: Acts of Memory and Imagination (2002)
- Locating Memory: Photographic Acts (2006)